# En Historie om sagsbehandling
En Historie om sagsbehandling er en dansk dokumentarfilm instrueret af Christian Tarp Jensen.

## Handling
Denne artikel mangler et handlingsreferat. Hjælp os med at skrive det.